# Seeta Aur Geeta
Seeta aur Geeta (सीता और गीता – "Sita i Gita") to bollywoodzki film akcji, kino familijne i dramat miłosny z 1972 roku zrealizowany przez twórców Sholay (reż. Ramesh Sippy, scen. Salim-Javed, muz. Rahul Dev Burman). W podwójnej roli nagrodzona za kreację Hema Malini. Towarzyszą jej Sanjeev Kumar i Dharmendra. To historia bliźniaczek o odmiennych temperamentach rozdzielonych tuż po urodzeniu, wychowanych w bardzo różnych środowiskach. Podobnie jak w Księciu i żebraku Mark Twaina dochodzi do zamiany ich losów.
Ten sam temat był przedstawiony wcześniej w  Ram Aur Shyam (podwójna rola Dilip Kumara), a potem w Chaalbaaz (ze Sridevi) i Kishen Kanhaiya (z Anil Kapoorem) .
Hema Malini otrzymała za podwójną rolę jedyną w swojej karierze  Nagrodę Filmfare dla Najlepszej Aktorki. P. Vaikunth – Nagroda Filmfare dla Najlepszego Operatora.

## Obsada
- Dharmendra – Raka
- Sanjeev Kumar – Ravi
- Hema Malini – Seeta / Geeta
- Manorama – Kaushalya
- Pratima Devi – Dadi Ma (babcia) (jako Protima Devi)
- Satyendra Kapoor – Badrinath (jako Satyandra Kappu)
- Kamal Kapoor – ojciec Raviego
- Ratnamala – matka Raviego
- Radhika Rani – Leela (macocha Geety)
- Honey Irani – Sheila
- Dev Kishan – służący w domu (jako Dev Kisan)
- Alankar Joshi – syn Kaushalyi (jako Master Alankar)
- Roopesh Kumar – Ranjeet
- Keshav Rana – Inspektor Rana

## Muzyka i piosenki
Muzykę do filmu skomponował Rahul Dev Burman, nagrodzony za  1942: A Love Story, Masoom, Sanam Teri Kasam. Twórca muzyki m.in. do takich filmów jak   Parinda, Alibaba Aur 40 Chor, Shakti, Deewaar (film 1975), Caravan, czy Sholay.
1. Koi Ladka Koi Ladki
2. O Saathi Chal